# Accord de principe en droit civil français
Pour un article plus général, voir Accord de principe.
L'accord de principe est un accord par lequel deux parties ou plus fixent certains éléments seulement d'un contrat futur. Il a lui-même la nature d'un contrat s'il en réunit les éléments essentiels, imposés par le Code civil (contenu licite et certain, capacité, consentement). Lorsque c'est le cas, il s'agira la plupart du temps d'un contrat synallagmatique, en ce qu'il met des obligations à la charge de chacune des parties. Ces obligations consistent le plus souvent en une exigence de négocier de bonne foi dont l'irrespect sera logiquement sanctionné sur le fondement des articles 1134 et 1147 du Code civil, au titre de la responsabilité contractuelle. 
Les accords de principe n'ont pas d'existence au sein du Code civil. Si leurs contours sont encore vagues, leur existence n'est cependant pas contestable sous cette appellation. En effet, dans le cadre d'un contrat de prêt, la chambre commerciale de la Cour de cassation a estimé dans un arrêt du 2 juillet 2002 que la lettre envoyée par une banque consistait en un « accord de principe obligeant seulement la banque à poursuivre, de bonne foi, les négociations entreprises ».
Par sa nature contractuelle, l'accord de principe doit donc être distingué des pourparlers qui n'impliquent aucun accord écrit entre les parties et dont la rupture abusive ne peut engendrer qu'une responsabilité de nature délictuelle (article 1240 du Code civil).